# Indigofera heterophylla
Indigofera heterophylla är en ärtväxtart som beskrevs av Carl Peter Thunberg. Indigofera heterophylla ingår i släktet indigosläktet, och familjen ärtväxter. Inga underarter finns listade i Catalogue of Life.